# الشاكر البصري
أبو عمرو الحسن بن علي بن غسان الشاكر البصري، المعروف أيضًا بالشاكر البصري (ولد في النصف الثاني من القرن الحادي عشر الميلادي)، كان عالمًا باللغة العربية من البصرة، معروفًا بخبرته في الحديث والقرآن والفقه والأدب. ما تبقى من أعماله اليوم هي ألغازه، والتي سُجل منها 74 في الشعر وعشرة في النثر في كتاب الإعجاز في الأحجي والألغاز برسم الأمير قيمز (كتاب لا يُضاهى في المسابقات والألغاز، مؤلف للأمير قيمز) الذي ألفه أبو المعالي سعد بن علي الحزيري في عهد الخليفة المقتفي (1136-1160م). وقد ألف الشاكر البصري كتابًا يسمى "المرموس" ، وهو معروف الآن فقط من خلال المادة التي استقى منها الحزيري بعض ألغازه. وقد احتوى كتاب المرموس على ألغاز الشاكر وعشرة آخرين على الأقل، وكان أحد المصادر الرئيسة للحزيري. المصدر الرئيس لحياة الشاكر هو كتاب إرشاد الأريب إلى معرفة الأديب لياقوت الحموي.:266
ومن أمثلة ألغاز الشاكر ما يلي::262

| وخامِلٍ في العُيُونِ مُتَّضَعِ * تَرَاهُ في عِدّةٍ من الخِلَعِ تَرْفَعُهُ الشَّمْسُ بَعْدَ مَا ارْتَفَعَتْ * رُبَّ وَاضِعٍ عَلَا بِمُرْتَفِعِ | - |

الحل هو "حبل الغسيل".